# Karol Stanisław Radziwiłł

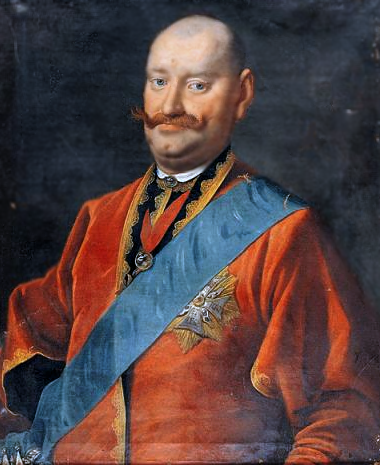
Fürst Karol Stanisław Radziwiłł

Wappen des Hauses Radziwiłł, Wappengemeinschaft Trąby

Fürst Karol Stanisław Radziwiłł (Litauisch: Karolis Stanislovas Radvila; * 27. Februar 1734 in Nieśwież; † 21. November 1790 in Biała Podlaska) war ein polnisch-litauischer Adliger, Woiwode von Wilna und Starost von Lemberg. Er wird von vielen auch als „Panie Kochanku“ (deutsch: „Mein lieber Herr“) bezeichnet, um ihn von seinem früheren Namensvetter zu unterscheiden.

## Leben
Radziwiłł bekleidete viele Posten in Polen-Litauen. Von 1752 an war er Schwertträger des Großfürstentums Litauen (poln.: Miecznik litewski). Am 3. August 1757 wurde er, als eine der ersten Personen überhaupt, mit dem Orden vom Weißen Adler ausgezeichnet. Die Woiwodschaft Wilna regierte er als Woiwode ab 1762.
1767 wurde er Generalmarschall der Konföderation von Radom und Marschall der Konföderation von Bar im darauffolgenden Jahr. Nach deren Niederlage emigrierte er 1772, kehrte jedoch 1777 nach Polen zurück um sämtliche Posten, die er auch schon vor seiner Emigration bekleidete, erneut einzunehmen, nachdem er König Stanisław August Poniatowski seine Treue schwor.
Während des “Vierjährigen Sejms” (1788 bis 1792) war er führender Gegner gegen Reformen, König Stanisław August und die sogenannte Familia. 
Radziwiłł war vermutlich der reichste Magnat Polens in der zweiten Hälfte des 18. Jahrhunderts und einer der reichsten Männer Europas. Seine Besitztümer beinhalteten 16 Städte, 683 Dörfer und 25 Landkreise. Über ihn verbreiteten sich viele Legenden, und er trat sogar in Romanen und Gedichten auf. In einigen wurde er als Säufer und verkommener Mensch, in anderen als flamboyante Persönlichkeit, herausragender Repräsentant des Sarmatismus und großer Patriot dargestellt. Er erfreute sich großer Beliebtheit bei der Szlachta und blieb bis heute ein Symbol seiner Ära.